# ケン・マスイ
ケン・マスイ（Ken Masui、1972年10月15日 - ）は、日本の起業家。音楽プロデューサー、ソングライター、クリエイティブ・ディレクター、音楽ディレクター。2017年までラジオDJ。
株式会社EDGEof（エッジ・オブ）の創業者で共同最高経営責任者。2019年にEDGEof Creative創業。London365Artist所属（音楽プロデューサー）

## 経歴
東京都出身。アメリカ・ワシントンD.C.育ち。高校は東京都昭島市にある啓明学園、南山大学経営学部国際経営学科卒業。世界48カ国5大陸を旅する旅行好き。2008年から2014年まで烏龍舎所属、ap bank international relations。2017年〜Mr.Childrenの音楽ディレクター兼クリエイティブ・ディレクター。2020年リリースのアルバムSOUNDTRACKSはロンドンのプロューサースティーヴ・フィッツモーリスとの共同プロデュース。2018年よりニューヨーク本社の脳科学マーケティング兼メディカル会社Spark Neuro の日本法人であるSpark Neuro Japan CEO。同社の投資家はPayPal創業者の一人Peter Thielや俳優のレオナルド・ディカプリオにベン・アフレック、ウィル・スミスなどがいる。東京都渋谷区の一般財団法人渋谷区観光教会のGlobal Business Advisorを務める。青山学院大学国際政治経済学部の特別講師（2012年より）。国立名古屋工業大学の特別講師（11年勤め現在は任期満了）

### 人物
父親が国際政治記者だったため幼少期と少年時代の大半をアメリカ・ワシントンD.C.で過ごす。幼い頃に通ったアメリカ・バージニア州の小学校にてブラスバンドの担当をしていた音楽の先生が当時無名であった世界的なブラスバンド指揮者兼作曲家のアルフレッド・リードで、その影響を受けトランペットを始める。また、幼少期からピアノを始め中学生よりドラムを演奏、高校生より大人に混じり都内のライブハウスなどで演奏をしていた傍ら、母親が代表を務める市民オーケストラにてトランペットを担当。音楽理論を学ぶ。
アメリカバージニア州マクリーンのリトルリーグ野球にてノーヒットノーランを記録し地元新聞にて報じられ、それがきっかけで上級生チームのリトルメジャーに昇格するも実力差と体格差によりシーズンをベンチで過ごしたと本人は番組で語った。また、DJ業の傍ら少年サッカーコーチのアルバイトを番組の合間に行いスクールに通っていた生徒には宮市亮と弟の宮市剛がいた。
学生時代は本人曰く苦学生で社会人前半までその環境は続いたと言っている。大学の同級生との共同住宅にはカーテンはなくタオルで凌ぎ、夏場の熱帯夜にはコンビニの冷房機の下で立ち読みをし凍える直前まで滞在後床に就くということを繰り返したエピソードを多数のメディアで語っている。次の住まいも韓国クラブの女子寮の真上で日々彼女たちの喧嘩声で怯えて暮らしていたエピソードも。

### DJ業（現在引退）
大学在学中の22歳の時にカナダ・バンクーバーのカレッジラジオ「CITR-FM101.9」にて邦楽を紹介する番組「Get The JAY」を担当。プロとしてのキャリアをスタート。その翌年に名古屋のFMラジオ局・ZIP-FMのMusic Navigator Contestで優秀賞を受賞して以来、23年間ZIP-FMでDJのキャリアを過ごす。
その間にTOKYO FM、J-WAVEなどでもレギュラー番組を担当。ラジオデビューと同時に2番組を担当し中京テレビではTHE Hit ManのVJに異例の抜擢をされた。TBSテレビや名古屋テレビの音楽番組のMCも多数。
2008年よりap bank fesのMCとして出演。2009年はキャンプサイトのステージに、2010年はメインステージのラストにも登場した。J-WAVEのap bank fes特番も2009年と2010年に担当。外国人ミュージシャンとのインタビューも500本を越え、テイラー・スウィフトを初めてインタビューした日本人である。また、個人的に交流のあるジェイソン・ムラーズをap bank fesに初の外国人アーティストとして出演依頼をした。

### 音楽プロデュース・作詞
2009年、大学の同級生で後藤浩二のライブ・アルバム「Live at the Munetugu」をプロデュース。専門誌jazzlifeでは最高点を記録し、後藤浩二との共作、編曲の楽曲を収録。出会いは、キャンパスの水飲み場より聞こえてきた後藤の演奏するショパンのノクターンを聞いてジャズ研の部室に顔を出したことがきっかけ。SONY XperiaのCF曲・BRADBERRY ORCHESTRA（小林武史、大沢伸一）の「LOVE CHECK」の英語詞を担当。記者発表会及びライブMCも担当した。
2015年、Salyuアルバム「Android & Human Being」収録曲「THE RAIN」の英語詞担当。
2017年、アメリカン・アイドル ファイナリストでハワイ出身のシンガーAshをstarRoと共同プロデュース。「Lover Friend (feat. starRo) - single」は未だに人気のあるR&Bの曲としてコアファンに愛されている。

### Mr.Children
2010年、9月4日公開のMr.Childrenのドキュメント映画「Split the Difference」に出演。CDの1曲目「横断歩道を渡る人たち」の冒頭MCを務める。SENSEアリーナツアー埼玉公演では会場MCを担当。「SENSE」にて英語歌詞やタイトルのアドバイスをスタート。
2012年、Mr.Children 2001-2005 ＜micro＞ 、Mr.Children 2005-2010 ＜macro＞のニューヨークマスタリングよりバンドとの仕事を本格的に開始。テッド・ジェンセンのマスタリング作業に通訳として参加。［(an imitation) blood orange］ も同じくニューヨークにてマスタリングに参加。
2018年、19枚目のオリジナルアルバム「重力と呼吸」は音楽ディレクターとしてレコーディングディレクションをした初の作品。同アルバムツアーMr.Children Dome Tour 2019 Against All GRAVITYでは音楽ディレクター兼クリエイティブ・ディレクター。コンサートのオープニングテーマを作曲した。「皮膚呼吸」の英語詞を担当。
2019年、20枚目のオリジナルアルバム「SOUNDTRACKS」をプロデュース。ロンドンのRak Studios, ロサンゼルスのSunset Soundにてフルアナログレコーディングを敢行。レコーディング・エンジニア兼プロデューサーにグラミー賞受賞者のSteve Fitzmauriceと共に全10曲を完成させた。
2022年、30th Anniversary BEST ALBUM 「Mr.Children 2015-2021 & NOW」に音楽ディレクターやプロデューサーとして携わった楽曲が9曲収録。

### その他音楽エピソード
1997-2000年の3年の間、来日アーティストのA&Rアシスタント兼通訳として多数のアーティストを担当。フジロックフェスティバル初出演のサード・アイ・ブラインドやDuncan Sheik、 スパイス・ガールズ、 ジュリアン・レノン、 エリック・マーティンなど多数担当。同時にCDのライナーノーツ執筆は50作品以上。
1998年、「THE夜もヒッパレ」にてMR. BIGのエリック・マーティンが出演。その際の課題曲、GLAYの「口唇」の日本語をなかなかうまく発音できないエリックが一度出演を拒否したが、ともに泊まり込み日本語詞をローマ字に直し猛特訓を行った（同番組にてエリックから紹介）。その後、「ERIC MARTIN JAPAN TOUR」に同行する程の仲になった。
2004年、ノラ・ジョーンズと「Down on the sofa」というZIP-FMの番組出演。タイトルソング「Down on the sofa」 をその場で作り収録。（未発表） 2008年よりap bank fesのMCとして出演。2009年はキャンプサイトのステージに、2010年はメインステージのラストにも登場した。J-WAVEのap bank fes特番も2009年と2010年に担当。後にメインステージにてMC担当。
2010年、DREAMS COME TRUE 「WINTER FANTASIA 2009 〜DCTgarden "THE LIVE!!!"」のMCを務める。中村正人に「受けを狙え」と指示を受け、ステージに自転車で登場し菓子をバラまいたらしい。10代の頃には、ドリカムのローディーとしてバイトをしていて高校生にもかかわらずツアーも出ていた。
2013年、SUMMER SONICに出演したMUSEのPVにシマウマの仮面を被って出演。
2014年、Lego big morlのPV「RAINBOW」にて英語天気ニュースキャスター役として声出演。ウカスカジーアルバム「AMIGO」収録曲ウカスカアンセムオープニングMCとして声出演。同年に日本武道館、大阪城ホールで行われたツアー「MIFA Cup」に出演。
2020年、Salyu森の音楽祭をプロデュース。千葉県リソルリゾート内にておおはた雄一を迎え、野外ライブやナイトシアター、ポエトリーリーディングに翌朝は教会での賛美歌などのパフォーマンスを演出。

### スポーツ関連

#### Jリーグ
1997年より2006年までJリーグ・名古屋グランパスエイトのスタジアムDJ。ドラガン・ストイコビッチの引退試合の会場MCも彼であった。2007年には横浜国際総合競技場で行われたFCバルセロナ対横浜F・マリノスのスタジアムDJも担当。また、藤田俊哉の引退試合やMIFA福島復興支援マッチなど、多数の試合を担当した。

#### FIFA World Cup
2002年よりFIFA World Cup イベントに出演。
2006年、ケン・マスイと行くドイツワールドカップ観戦ツアー敢行（JTBによる商品化）
2010年、FIFA南アフリカW杯にてネルソンマンデラスクエアで行われたSONY世界初3Dシアターより、日本代表MCとして試合を世界中継した。その時のパートナーはアフリカで有名なエレーナ・アフリカ。
2014年・2018年、FIFA World Cup Trophy tourのMCとして日本各地にトロフィーをリレーした。アンバサダーは中山雅史。
2015年、2015 Jリーグアウォーズメイン司会（海賀美代子と共に担当）。
2016年、日本コカ・コーラ社による少年サッカーイベント、コパコカコーラのMC担当。ゲストに松木安太郎、中山雅史、北澤豪。

#### オリンピック
2008年、ケン・マスイと行く北京オリンピック観戦ツアー敢行（JTBによる商品化）
2016年、日本コカ・コーラ社による東京五輪プレイベントOlympic Movesにて日本各地を回る。
2021年、東京五輪聖火リレーのDJ演出を手掛け一部本人も担当。聖火リレーコンサート総合演出と運営も行うはずであったが、新型コロナウイルスによる影響で中止。

## エピソード
32歳で烏龍舎にDJとして所属。後に社員となり多数の事業を担当。ap bank international relationsやkurkkuの関連事業に携わり、代々木Villageを始めレストラン開業や千葉県木更津にあるkurkku fieldsの太陽光発電開発の責任者。孫正義による自然エネルギー財団にも参画。
烏龍舎よりMIFAへ籍を移し東京都江東区にあるMIFA Football Parkの開業を担当。三井不動産レジデンシャルとの共同事業。これを機に独立後の三井不動産との都市開発案件のきっかけとなる。

## 主な仕事

### 都市コンセプトデザイン
- 渋谷区宮下公園MIYASHIYA PARK　クリエイティブコンセプトデザイン（三井不動産と共に公募エントリー/採択後商業及びホテル施設のデザイン）

- RAYARD Hisaya-odori Park（名古屋久屋大通公園）クリエイティブコンセプトデザイン（三井不動産と共に公募エントリー/採択後商業） 育ちの故郷ワシントンD.C.にあるモニュメントパークに模した池に名古屋テレビ塔が映り込むコンセプトを提案し採択された。
- 横浜市IR総合リゾート　クリエイティブコンセプトデザイン　ナイトエンターテイメント施設と商業施設担当（東急不動産）プロジェクト中止
- 札幌すすきの駅前複合計画（仮称）3F 4Fに股がるエンターテイメントホールの企画及びクリエイティブコンセプトデザイン

### オフィスデザイン
- EDGEof（渋谷区8階建ビル）
- EDGEof Creative（渋谷区MIYASHITA PARK Hotel sequence内）
- 株式会社FUN Group （オフィスとデッキフロア）
- 株式会社pafin（半蔵門オフィス）
- fireworks studios Tokyo（収録スタジオ）
- CHANGE VISION CVST（3Dマッピングの体験型スタジオ兼オフィス）

### 店舗デザイン
- Chelsea International青山

### 広告
- 大正製薬リアップZ　Web CM（出演者Radio Fish、Fishboy）

### ブランディング
- 株式会社セルソース　コーポレートブランディング（2022年-）
- 株式会社吉増製作所　コーポレートブランディング（2022年-） 傘下Chelsea International青山　店舗及びコーポレートブランディング
- 株式会社pafin　コーポレートブランディング（仮想通貨会計システム）
- CLOUDY クリエイティブブランディング（2022年-）
- KP Technologies コーポレートブランディング（2022年-）
- Be-All株式会社　クリエイティブブランディング
- fireworks studios Tokyo　クリエイティブブランディング（2019年）
- VS.（ヴイエス） クリエイティブディレクション

### CCO (Chief Creative Officer)
- 株式会社FUN Group （世界7拠点で展開する旅行アクティビティーサプライ会社）
- 株式会社ブランディングエンジニア（ITエンジニア。マーケティング及びDX支援）
- 株式会社わたしのお教室　社外取締役（manatea学び手と教え手を繋ぐプラットフォーム事業）
- Stormbringer Board of Directors APAC （米カリフォルニア州の総合エンターテイメント会社兼撮影スタジオ運営会社）

### LOGO (企業ロゴ）
- 吉増製作所
- 株式会社FUN Group
- ANKER&ZIMMER
- 株式会社pafin
- 株式会社KENZO
- CHANGE VISION
- CLOUDY NPO
- Chelsea International青山
- fireworks studios Tokyo
- PORSCHE Japan PCA

### Websiteデザイン
- Salyu （ミュージシャン）
- CLOUDY
- CHANGE VISION
- fireworks studios Tokyo

## 出演

### ラジオ番組
- ZIP URBAN FREEWAY（ZIP-FM） - マスイが日本国内でDJデビューをするきっかけとなった番組。
- FRIDAY DANCE PARTY（ZIP-FM） - 同じくマスイが日本国内でDJデビューをするきっかけとなった番組。
- ZIP DANCETERIA（ZIP-FM）
- ZIP MORNING PRESS（ZIP-FM）
- EVENING DRIVE（ZIP-FM）
- BOOM BOOM STADIUM（ZIP-FM）
- Z-TIME BIZ（ZIP-FM）
- BIG FRIDAY（ZIP-FM）
- BIG TIME（ZIP-FM、2013年4月 - ）
- THE MUSIC MAN（ZIP-FM）
- J-WAVEの代理ナビゲーター（不定期）[1][2]

### 広告・テレビCM
- Hard Rock Cafe NAGOYA
- つくね屋本舗
- 林テレンプ
- NTTドコモ・FLYING POSTMAN MOBILE タイアップ広告
- 名駅物語 コンチネンタル航空 hawaiiキャンペーン

## 執筆

### 雑誌コラム
- 朝日新聞 ヤングメッセージ（朝日新聞社）
- Tokai Walker いただきマスイ!（角川書店）
- Tokai Walker ケン・マスイの裏グラ名鑑（角川書店→角川クロスメディア）
- Cheek 名古屋嬢ケン聞録（名古屋流行発信）

他